# 1980年10月1日国鉄ダイヤ改正
1980年10月1日国鉄ダイヤ改正（1980ねん10がつ1にちこくてつダイヤかいせい）では、日本国有鉄道（国鉄）が1980年（昭和55年）10月1日に実施したダイヤ改正について記す。実施年月にかけて「ゴーゴートー」とも呼ばれた。

## ダイヤ改正の背景

JRおよび私鉄の輸送キロ推移（旅客/貨物）

国鉄では1978年（昭和53年）10月2日に実施されたいわゆる「ゴーサントオ」改正で貨物列車の大幅削減を行ったが、旅客列車もこの頃になると運賃・料金の値上げや、高速道路や空港の整備に伴う他交通機関への移行による乗客数の減少が目立っていた。特に寝台列車などの夜行列車は、明らかに供給過剰と言える状況となっていた。
また、国鉄改革を推し進める目的で日本国有鉄道経営再建促進特別措置法（国鉄再建法）がこの年12月27日に制定・施行する予定となっており、国鉄自体にも経営改善を要求される声が強まっていたことから、この白紙ダイヤ改正を機に旅客列車にも大規模な削減のメスを入れることになった。

## 改正の内容

### 千歳空港駅開業
北海道では、室蘭本線・千歳線の室蘭駅 - 沼ノ端駅 - 苗穂駅間が電化開業したことと、千歳空港への連絡駅として、千歳線に千歳空港駅（現・南千歳駅）が開業したことにより、列車運行体系の大幅な変更を図ることになった。
この頃まで国鉄の北海道における優等列車の運行体系は、青函連絡船を使って本州から渡ってくる旅客の流動を前提とし、北海道側の玄関口である函館駅を起点に各路線への直通列車を運行する形態となっていた。しかし、大型旅客機の相次ぐ導入により、東京 - 札幌間のシェアは国鉄5%・空路95%という有様になり、函館駅 - 道東・道北各地を直通する列車の利用実態も札幌駅で乗客の殆どが入れ替わるという状況になっていた。そこで北海道総局ではそれまで無視していた航空機との連帯輸送を千歳空港駅の開設などをきっかけに考慮するようになり、道内各都市間の相互連絡を主とする体制に改めるため、運行上の主軸は札幌駅に移されることになった。
結果、この改正では室蘭駅 - 千歳空港駅 - 札幌駅 - 旭川駅間にエル特急「ライラック」が設定された。一方で旅客扱いを行う青函連絡船の運航便数は下り1便、上り2便がそれぞれ削減された他、青函連絡船に接続する函館駅 - 札幌駅間の優等列車は削減され、特急「おおぞら」3往復のうち、1往復が函館駅発着から札幌駅発着に変更された他、小樽駅経由で結ぶ急行「ニセコ」の内、気動車使用の1往復が廃止され客車1往復のみとなり、室蘭本線・千歳線経由で結んでいた、急行「すずらん」が臨時列車に格下げされ、函館駅 - 札幌駅間の夜行列車は小樽駅経由の夜行普通列車のみとなった。
また、小樽駅 - 釧路駅を結んでいた夜行普通列車「からまつ」が廃止された。

### 減量ダイヤ
この改正では前述したように、利用不振が続く旅客列車が大幅に削減された。

#### 新幹線
冒頭で述べたように、当時、1975年から数回行われた値上げにより新幹線の運賃、料金もまた大幅に上昇していた。藤木成彦によれば、旅客機に対しては、1970年代前半までは大幅な価格優位性があり、新幹線全体での乗車効率は1974年度に69.3%と開業以来のピークを記録したが、1978年度には49.3%と20%も低下していた。これは、主としてこだまの乗車効率が、遠・中距離利用者の「ひかり」への移行、近距離利用者のマイカーへの転移などによって悪化したためだった。藤木によれば、1979年9月当時、大人一人の東京-大阪間の移動において各交通手段の比較は次のようになっている。
- 新幹線：3時間10分（ひかり）、運賃、料金計9500円
- 旅客機：移動、手続き、空港アクセス時間等計約2時間、移動費用計10800円[3]
- 自家用車：6時間半、3550円（1台4人乗車）[4]

このような情勢の元、新幹線では「ひかり」が6往復増発される一方で、「こだま」は26往復が削減された。それによる途中駅の利用客の不便を補うため、この時から東海道新幹線区間では「ひかり」の一部列車がそれまで「こだま」しか停車していなかった静岡など途中駅に停車するようになった。また、山陽新幹線の三原駅 - 博多駅間で地盤が固まっていなかったことから行われていた減速運転がこの時解除され、スピードアップが図られている。

#### 在来線
東北でも、寝台特急「ゆうづる」のうち、前述した青函連絡船との連絡を図る時間帯の2往復が臨時列車に格下げされ、上り1本が青函連絡船減便の影響で青函連絡船との連絡列車ではなくなった。また24系24形客車を使用する「ゆうづる」1往復と「日本海」1往復のA寝台の連結が廃止された。さらに山陽本線の寝台特急削減により余剰となった24系25形客車が東北筋にも転属配置されたことで、「あけぼの」を最後に20系客車を用いた特急の定期運用が消滅するなどの動きがあった。
東京以西の在来線では山陽本線の夜行列車などが削減の中心とされた。「富士」は宮崎発着に短縮され、日本最長距離列車トップの座を「はやぶさ」に譲った他、夜行急行列車では、関西と九州を結ぶ全列車、「ちどり」の内夜行1往復、「鷲羽」がそれぞれ廃止された。また四国では急行列車のグリーン車と「鷲羽」と連絡を図っていた宇高連絡船の深夜便が廃止され、急行用グリーン車用車両は普通車座席指定席の扱いになった。九州では急行列車の格上げによる特急列車の増発が中心となった。
なお、九州や北海道の一部の主要幹線では昼間の急行列車がほとんど消滅し、周遊券の自由周遊区間における「急行自由席乗車可」の特典が有名無実化したため、翌年からワイド周遊券に限って、段階的に自由周遊区間の「特急自由席乗車」が認められるようになるといった影響もあった。また、鹿児島本線小倉駅-博多駅間で運行されていた特別快速は、小倉 - 博多間の直通利用客の新幹線や高速バスへの転移が進んだため、快速列車と統合され廃止された。さらに、九州のローカル線区の急行列車については、マイカーやバスへの転移による利用客の減少が著しいことから、廃止や快速列車への格下げが実施された。

### 五方面作戦の基本部分完成
- またこの改正では、東海道本線と横須賀線電車の東京駅 - 大船駅間での線路共用をなくすことによって列車増発を図るSM分離が完成し、1964年（昭和39年）に始められた東京近郊各路線の輸送力を強化する「通勤五方面作戦」も、ようやく基本とされる部分については完了することになった。
- これに合わせて京阪神快速の利用率が低かったグリーン車が廃止され、京阪神快速113系に連結されていたグリーン車は神奈川都民・千葉都民向けとして東海道線東京口や横須賀・総武快速線へ転用された。